# آگوستین لاگوس
آگوستین لاگوس (انگلیسی: Agustín Lagos؛ زادهٔ ۹ اکتبر ۲۰۰۱) بازیکن فوتبال است.